# شا تاو کوک
شا تاو کوک (به لاتین: Sha Tau Kok) یک منطقهٔ مسکونی در چین است که در هنگ کنگ واقع شده‌است.